# 双星计划
地球空间双星探测计划（英語：Double Star mission），简称双星计划，是中国国家航天局同欧洲航天局合作的一项地球空间探测计划，中國科學院院士劉振興任首席科學家。计划由两颗卫星组成：一颗赤道星（探测一号），一颗极轨星（探测二号），两颗卫星均由中国发射。项目的目标是与欧空局星簇计划Ⅱ磁层探测计划联合探测，研究太阳活动和行星际扰动对地球磁层和空间天气的影响。项目原计划历时一年（自第二颗卫星2004年7月发射起），但经过两次延长至2007年9月才结束。
北京时间2003年12月30日凌晨3时6分18秒，探测一号于西昌卫星发射中心由长征二号丙/SM火箭发射升空；次年7月25日15时5分18秒探测二号于太原卫星发射中心由相同火箭发射升空。